# Dimeria kalavoorensis
Dimeria kalavoorensis är en gräsart som beskrevs av N. Ravi. Dimeria kalavoorensis ingår i släktet Dimeria och familjen gräs. Inga underarter finns listade i Catalogue of Life.